# Archidium elatum
Archidium elatum là một loài rêu thuộc họ Archidiaceae. Đây là loài đặc hữu của New Zealand. Môi trường sống tự nhiên của chúng là vùng bờ biển nhiều đá. Chúng hiện đang bị đe dọa vì mất môi trường sống.